# Apteronotus galvisi
Espèce
Apteronotus galvisi est une espèce de poissons gymnotiformes de la famille des Apteronotidae. 

## Distribution
Cette espèce est endémique de Colombie, elle ne se rencontre que dans le bassin du río Meta.

## Description
C'est un poisson électrique.

## Référence
- de Santana, Maldonado-Ocampo & Crampton, 2007 : Apteronotus galvisi, a new species of electric ghost knifefish from the Río Meta basin, Colombia (Gymnotiformes: Apteronotidae). Ichthyological Exploration of Freshwaters, vol. 18, n. 2, p. 117-124.